# Enoch Davidson Komla Kom
Enoch Davidson Komla Kom (* 6. April 1926; † 3. Mai 1998) war ein ghanaischer Rechtswissenschaftler.
Komla Kom war der Sohn von Beatrice Afua Kom aus Afeviefe, Peki und Winfred K. Kom aus Avetile Peki, Katechet und Lehrer der Ewe Presbyterian Church.
Er wurde getauft, gefirmt und war mit seinen Eltern in der Volta Region auf Missionstour.
Von 1932 bis 1937 besuchte er die Grundschule in Alavanyo, Achat und Akpafu.
Von 1938 bis 1942 besuchte er die Ewe (Ethnie) Presbyterian Middle School in Hohoe.
Ab 1943 studierte er an der Mfantsipim Senior High School in Cape Coast und wurde „Kom der Logiker“ genannt.
1959 wurde er als Anwalt zugelassen und trat der Kanzlei Naoferg Chambers bei.
Er war Mitglied der Ghanaischen Akademie der Künste und Wissenschaften.

## Veröffentlichungen
- Civil Procedure in the High Court. Ghana Pub. Corp., Accra-Tema 1971.
- Civil Procedure. Ghana Pub. Corp., Tema 1976.
- Inheritance, marriage, and divorce. Asempa Publishers, Christian Council of Ghana, Accra 1993, ISBN 9964-78-213-6.